# Eline la Croix
Eline la Croix (1979) is een Nederlands diskjockey, en is naast NPO 3FM ook bekend van 100% NL en tot en met december 2018 als voice-over van NPO Radio 2. Ze is sinds 2023 ook te horen op JOE. Vanaf 10 januari 2025 presenteert ze op vrijdagmiddag tussen 16:00 en 19:00 uur de middagshow op deze zender. Hiermee vervangt ze het programma Top 40 Nummer 1 Hits dat tot december 2024 op deze uren werd uitgezonden, maar vanaf die datum werd verplaatst naar de zondagavond omdat dit vanwege de vele ballads niet aansloot op het energieke vrijdaggevoel van de luisteraars.
Ze werkte sinds 2000 bij diverse lokale radiostations (FunX, Colorful Radio en Amstelveen Lokaal) en stapte in 2003 over naar 3FM.
In 2007 en 2009 werd ze genomineerd voor de Radiobitches Awards en in 2010 genomineerd voor het kinderprogramma "Radiolab 2010 / Alles kids".
Naast werken in de media danst ze ook en maakt choreografie.
Tegenwoordig (2011) doet ze voornamelijk voice overs.
| periode                       | wat/waar                                                                      |
| ----------------------------- | ----------------------------------------------------------------------------- |
| 2000-2003                     | lokale omroepen FunX, Colorful Radio en Amstelveen Lokaal                     |
| zomer 2003                    | 3FM, nachtprogramma, Adreneline                                               |
| zomer 2004                    | maandag t/m donderdag 's avonds op 3FM                                        |
| 2005 – 2006                   | LLink                                                                         |
|                               | 747AM ochtendprogramma ("Morning Flava")                                      |
|                               | elke vrijdagmiddag onder de noemer "Lijn5" presenteren op de middengolfzender |
| juni 2006-2008                | 100% NL, elke werkdag een middagshow                                          |
| maart 2008 - januari 2011     | Radio Decibel (DJ/Producer)                                                   |
| december 2014 - december 2018 | voice-over NPO Radio 2                                                        |
| september 2023 - heden        | JOE                                                                           |